# Xanthosine
La xanthosine est un nucléoside constitué de xanthine et de ribose.